# الرحيل (قصة قصيرة)
الرحيل (بالألمانية: Der Aufbruch) قصة قصيرة ألمانية من تأليف الكاتب التشيكي فرانز كافكا. تاريخ كتابتها الدقيق غير معروف، ولكنها على الأرجح كتبت في زمن ما في الفترة من فبراير من العام 1920 وحتى فبراير 1921. ولم تنشر القصة في فترة حياة كافكا، وظهرت للمرة الأولى في عام 1936 بعد وفاته باثنتي عشر سنة. ماكس برود وهو صديق كافكا كان الذي أعطى القصة عنوانها الحالي.

## القصة
القصة هي عبارة عن محادثة بين خادم وسيده. يأمر الرجل خادمه ليسرج حصانه، ولكن الخادم لا يفهم أوامره. بعد ذلك يسمع الرجل صوت بوق، ولا يبدو على الخادم سماعه لذلك الصوت. يستعد الرجل للمغادرة وعندما يسأله الخادم عن وجهته تكون إجابته الوحيدة أن هدفه هو الرحيل عن ذلك المكان بدون التوجه إلى وجهة محدد.

## وصلات خارجية
- الرحيل، على كتب جوجل.
- الرحيل، على AbeBooks.
- الرحيل، على الفهرس العالمي.